# Jacqueline Lalouette
Pour les articles homonymes, voir Lalouette.
Jacqueline Lalouette, née en décembre 1945, est une historienne française, spécialiste de la libre-pensée, de la laïcité et de l'anticléricalisme à la fin du XIXe siècle et au début du XXe siècle.

## Biographie
Agrégée d'histoire (1972), Jacqueline Lalouette soutient une thèse de 3e cycle (1979) sur les débits de boisson en France, puis une thèse d'État (1994) consacrée à la libre-pensée en France (toutes deux sous la direction de Maurice Agulhon). Elle devient professeur d'histoire contemporaine à l'université Lille-III et appartient à l'IRHIS (après avoir été auparavant professeur à l'université Clermont-Ferrand-II puis à l'université Paris 13).
Elle est membre sénior honoraire de l'Institut universitaire de France (2006),. Elle est vice-présidente de la Société d'histoire de la révolution de 1848 et des révolutions du XIXe siècle, membre du comité scientifique de la Revue d'histoire du XIXe siècle ainsi que du comité d'honneur de la Société d'études jaurésiennes et présidente de l'Association des amis de Montalembert. Pour la mandature 2020-2026, elle fait partie du Comité d'histoire de la ville de Paris placé sous la présidence de Danielle Tartakowsky. Elle reçoit en 2024 le Grand prix Gobert de l'Académie française pour son livre sur L'identité républicaine de la France et pour l'ensemble de son œuvre.

## Publications
- Le tombeau de Victor Hugo, en collaboration avec André Comte-Sponville, Emmanuel Fraisse et Philippe Régnier, préface d'Henri Guillemin, Paris, Quintette, 1985, 220 p.
- « Vive le son ! » Quarante chants de la période révolutionnaire, édition illustrée, annotée et commentée en collaboration avec Claudine Lefèvre, Courlay, J. M. Fuzeau, 1989, 158 p.
- La libre pensée en France, 1848 - 1940, Paris, Albin Michel 1997, 636 p. (Préface de Maurice Agulhon)
- La République anticléricale, XIXe – XXe siècles, Paris, Seuil 2002, 472 p.
- La séparation des Églises et de l'État : genèse et développement d'une idée, 1789-1905, Paris, Éditions du Seuil, coll. « L'Univers historique », 2005, 449 p. (ISBN 2-02-061146-5, présentation en ligne), [présentation en ligne]. Prix littéraire de la Maçonnerie française, 2005[5].
- La République et l'Église : images d'une querelle, avec Michel Dixmier et Didier Pasamonik, Paris, La Martinière, 2005, 148 p.
- L'État et les cultes, Paris, La Découverte, 2005, 124 p.
- Édition, introduction et commentaires de Bible-Express illustrée par Gabby, Paris, La Martinière, 2007, XXXV-178 p.
- Les mots de 1848, Toulouse, Presses universitaires du Mirail, 2008, 128 p.
- Édition, présentation et commentaires de Henri Dabot, Griffonnages quotidiens d'un bourgeois du Quartier latin (1869-1871), Paris, Mercure de France, "Le temps retrouvé", 2011, 338 p.
- Jours de fête : jours fériés et fêtes légales dans la France contemporaine, Editions Tallandier, 2010  (ISBN 978-2847344714) - Prix Bordin de l’Académie des Sciences morales et politiques, 2011[6]

- Jean Jaurès. Apôtre de la patrie humaine, Paris, Le Figaro/L'Express/Garnier, collection Max Gallo "Ils ont fait la France", 2012, 382 p.
- La France de la Belle Époque : dictionnaire de curiosités, Paris, éditions Tallandier, 2013, 288 p.
- Jean Jaurès. L'assassinat, la gloire, le souvenir, Paris, Perrin, 2014, 384 p.
- Édition avec Gilles Candar de Laïcité et unité (1904-1905), tome 10 des Œuvres de Jean Jaurès, Paris, Fayard, 2015, 624 p.
- Édition avec Christophe Charle de Maurice Agulhon. Aux carrefours de l'histoire vagabonde, Paris, Publications de la Sorbonne, 2017.
- Un peuple de statues. La célébration sculptée des grands hommes. France, 1801-2018, Paris, Mare & Martin, 2018.
- Histoire de l'anticléricalisme en France, Paris, Que sais-je ?, 2020.
- L'Empire des Tropiques. Fiction médicale inédite de Paul Broca, Édition, présentation et annotation avec Jean Céard, Grenoble, Jérôme Million, 2020, 224 p.
- Les statues de la discorde, Paris, Passés Composés, 2021, 240 p.[7]
- Jaurès et le procès Villain (présidente du colloque du 23 novembre 2019 et responsable de l'édition des actes), Castres, Centre national et musée Jean Jaurès, 2021, 176 p.
- L'identité républicaine de la France. Une expression, une mémoire, des principes, Paris, Fayard, 2023, 352 p. Grand prix Gobert de l'Académie française (avec l'ensemble de son œuvre).

Jacqueline Lalouette a également publié de nombreux articles dans des revues d'histoire contemporaine et d'histoire religieuse et co-dirigé plusieurs colloques consacrés à la laïcité.

## Distinctions et honneurs
- Prix Bordin[8], Académie des sciences morales et politiques, 2011, pour Jours de fête. Jours fériés et fêtes légales dans la France contemporaine[9];
- Grand prix Gobert, Académie française, 2024, pour L'identité républicaine de la France et l'ensemble de son œuvre[10];